# USS Valley Forge (CG-50)
USS Valley Forge (CG-50) fue un crucero de misiles guiados clase Ticonderoga de la Armada de los Estados Unidos. Fue nombrado en honor a Valley Forge, el sitio donde el Ejército Continental acampó en el invierno de 1777–1778 durante la Guerra de Independencia de los Estados Unidos. 

## Historial de servicio

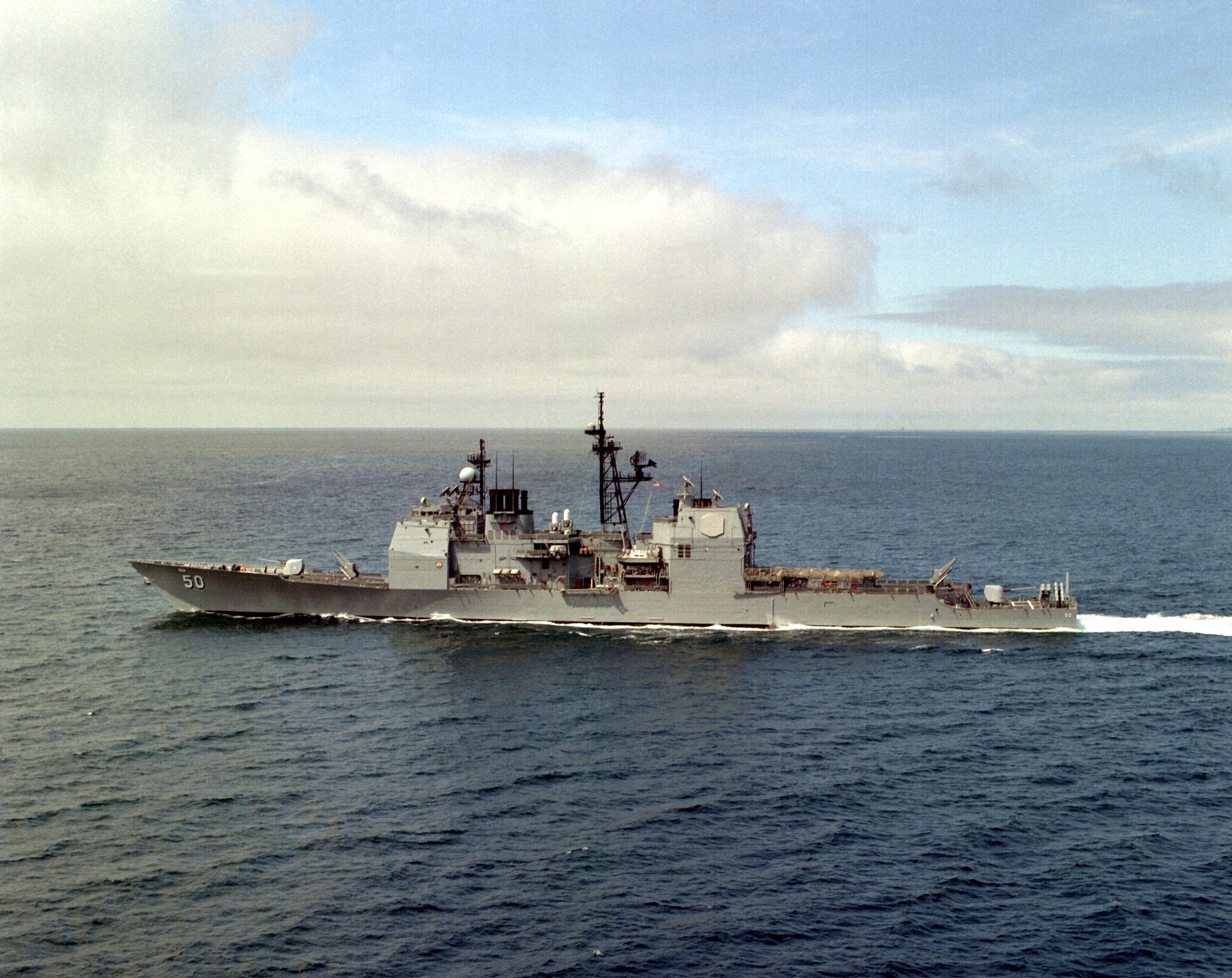
El Valley Forge navegando en el año 1987

El buque fue construido por Ingalls Shipbuilding en Pascagoula, Misisipi, botado el 23 de julio de 1984 amadrinado por Julia Vadala Taft, esposa del secretario adjunto de Defensa, William H. Taft IV.
Durante el ejercicio naval Rim Pac de 1986, actuó como escolta del portaaviones USS Ranger.
En marzo de 2003, el Valley Forge fue asignado al Escuadrón de Destructores 21.
El Valley Forge fue dado de baja el 31 de agosto de 2004 en la Base Naval de San Diego, el primer buque con el sistema de combate Aegis retirado del servicio. Fue hundido el 2 de noviembre de 2006 como blanco naval de una práctica de tiro en un campo de pruebas cerca de Kauai, Hawái.